# آیاکا ایگاساکی
آیاکا ایگاساکی (انگلیسی: Ayaka Igasaki؛ زادهٔ) صدا پیشه، فیلم‌نامه‌نویس، و صداپیشه اهل ژاپن است.